# Die Reisen des Mr. Leary (Film)
Die Reisen des Mr. Leary ist ein Filmdrama von Lawrence Kasdan, das 1988 produziert wurde. Es handelt sich um die Verfilmung eines Romans von Anne Tyler aus dem Jahr 1985.

## Handlung
Macon Leary ist Autor von Reiseliteratur. Als sein Sohn bei einer Schießerei stirbt, gerät seine Ehe mit Sarah in eine Krise. Macon lernt die lebenslustige Muriel Pritchett kennen, die ihm als das Gegenteil seiner Ehefrau erscheint.
Macon und Sarah haben ein Gespräch, in dem Sarah erwähnt, dass sie bereits daran gedacht hat, noch einmal ein Kind zu kriegen. Sie streiten sich deswegen. Nachdem sie sich wieder beruhigt haben, sagt Macon seiner Frau, sie habe den Tod ihres Kindes überwunden und brauche ihn nicht mehr. Er brauche allerdings Muriel, die ihm geholfen habe herauszufinden, wer er selbst sei.
Er unternimmt eine Reise nach Paris und sitzt gerade in einem Taxi, als er auf dem Bürgersteig Muriel sieht. Das Auto hält an und Muriel freut sich, als sie Leary erblickt.

## Kritiken
- Roger Ebert lobte das Drehbuch und William Hurt, der niedergeschlagen wirke, aber die Zuneigung der Zuschauer gewinnen könne. „Die Reisen des Mr. Leary“ sei einer der besten Filme des Jahres. Quelle der Kritik (englisch)

## Auszeichnungen
- Geena Davis gewann für ihre Nebenrolle 1989 einen Oscar. John Williams als Komponist, die Produzenten und die Drehbuchautoren waren für einen Oscar nominiert.
- Der Film als bestes Drama und John Williams waren 1989 für einen Golden Globe nominiert.
- Die Drehbuchautoren waren 1989 für den Writers Guild of America Award und 1990 für den BAFTA Award nominiert.
- Der Film gewann 1988 den New York Film Critics Circle Award.